# Alanis Morissette
Alanis Nadine Morissette, známá jako Alanis Morissette, (* 1. června 1974 Ottawa, Ontario) je kanadsko-americká zpěvačka, textařka, skladatelka a hudební producentka. Příležitostně také účinkuje jako herečka. Její kariéra začala v mládí, kdy natočila dvě taneční alba Alanis (1991) a Now Is the Time (1992), obě desky byly vydány společností MCA Records.
Na mezinárodní scéně debutovala s albem Jagged Little Pill (1995). Této rockově pojaté desky se prodalo přes 30 milionů kusů a stala se tak do té doby nejprodávanějším albem v historii od ženské interpretky.
Po úspěchu Jagged Little Pill se rozhodla produkovat svá následující díla, Supposed Former Infatuation Junkie (1998), Under Rug Swept (2002), So-Called Chaos (2004) a Flavors of Entanglement (2008) sama. Žádné však nepředčilo Jagged Little Pill ani v prodejnosti ani v hodnocení recenzentů. V roce 2012 vyšla deska Havoc and Bright Lights.

## Životopis

### 1974–1990: Narození a první úspěchy
Narodila se 1. června 1974 v kanadské Ottawě. Jejím otcem je Francouz Alan Richard Morissette a matkou Maďarka Georgia Feuerstein. Pojmenována byla po svém otci řeckou variantou jména Alanna. Má staršího bratra Chada a bratra dvojče Wada.
Od 6 let hrála na klavír a v deseti letech napsala svoji první píseň „Fate Stay With Me“. V roce 1986 poprvé účinkovala v dětské televizní show You cant do that on television. Peníze, které si za roli vydělala, použila na vydání singlu „Fate Stay With Me“. Během studia na střední škole vystupovala s několika méně známými hudebními skupinami, až v roce 1988 vyhrála populární americkou soutěž Star Search. Jako vítězka soutěže podepsala nahrávací smlouvu s MCA Publishing.

### 1990–1993: Alanis a Now is the Time
Její debutové album vydalo MCA Records v roce 1991 pod názvem Alanis. Zpěvačka celou dobu spolupracovala při skládání písní s producentem Lesliem Howem. Album bylo popově a tanečně zaměřené, jeho hlavní singl „Too Hot“ dosáhl 20. příčky v hitparádě. Další singly byly například „Walk Away“, „Feel Your Love“ nebo „Plastic“. V roce 1992 vyhrála svou první cenu Grammy za nejlepší ženskou zpěvačku roku.
Její život však nešel pouze úspěch za úspěchem. Od svých 14 do 18 let prodělala anorexii a bulimii, čemuž negativně přispělo profesionální vytížení a tvrdé manažerské požadavky při nahrávání prvního alba. V 17 letech podstoupila terapii a z nemoci se úspěšně vyléčila.
V roce 1992 vydala, opět ve spolupráci s Howem a MCA, své druhé album Now is the Time, které bylo hodně baladově zaměřené. Album nebylo úspěšné tak, jak se očekávalo, a proto ztratila kontrakt s MCA.

### 1993–1995: Stěhování do Los Angeles
Po dokončení studia na střední škole se přestěhovala nejdřív do Toronta, poté do Los Angeles v rámci usilovného hledání kvalitního skladatele a producenta, který by vyhovoval jejím představám. Její průzkum ji zavedl až ke Glenu Ballardovi (napsal hit „Man in the Mirror“ pro Michaela Jacksona). Hned jakmile se potkali, začali kreativně experimentovat. Ballard ji povzbuzoval k výraznějšímu vyjadřování svých emocí. V roce 1995 podepsala smlouvu s Maverick Records.

### 1995–1998: Jagged Little Pill
Maverick Records vydali Jagged Little Pill jako její mezinárodní debutové album. Už před vydáním očekávalo studio úspěch, ale zdaleka ne takový, jaký přišel. První singl z této desky „You Oughta Know“ okamžitě vylétl na přední místa světových hitparád následován hity „All I really Want“ a „Hand in My Pocket“. To nejlepší však přišlo až potom, a to byla její celoživotně nejúspěšnější píseň „Ironic“. Dalšími hity byly skladby jako „You Learn“ nebo „Head over Feet“. Album se stalo bestsellerem, prodalo se ho až 40 mil. kopií po celém světě a stalo se tak nejprodávanějším debutovým albem na světě.
Tento úspěch přispěl novým zpěvákům a skupinám jako Avril Lavigne nebo Pink. V roce 1996 získala 6 ocenění Juno: konkrétně za album roku, singl roku, nejlepší rokové album, zpěvačka roku, skladatelka roku a 4 ocenění Grammy za nejlepší rockovou píseň („You oughta Know“), nejlepší rockové album, album roku a Nejlepší Ženský Rockový Vokální Počin. Dále v roce 1998 vyhrála Grammy za nejlepší hudební video.
Během účinkování na turné prohlásila, že je unavená z neustálého cestování, rychlým navazováním vztahů a partami zdrogovaných lidí. Rozhodla se odjet do Indie a začala se věnovat józe.
V roce 1998 společně s Ballardem vydala své 4. album Supposed Former Infatuation Junkie. Z tohoto alba je známá například píseň „Unsent“, která představovala tradiční způsob její tvorby, čili jednohlasá melodie kterou Alanis zpívá na prozaické texty připomínající spíše dopis. Album nebylo příliš úspěšné, dá se říct, že si jím odradila velké množství fanoušků. Přesto byla kritika na něj pozitivní a hlavní singl „Thank U“ byl nominován na mnoho cen. Videa „Unsent“ a „Thank U“ získala ocenění za nejlepší videa (na videu „So Pure“ Alanis tancuje spolu se svým přítelem).
V témže roce spolu-účinkovala na albech Dave Matthews Band: Before These Crowded Streets („Don't Drink the Water“ a „Spoon“) a Ringo Starr: Vertical man („Drift Away“)

### 1999–2000
V roce 1999 účinkovala na projektu The Prayer circle s Jonathanem Eliasem. V těchto letech také vydala akustické album Alanis Unplugged, které vzniklo během jejího účinkování v televizní show MTV Unplugged. Znovu nahrála své skladby ze starších alb a přidala k nim úplně nové, například „King of Pain“ nebo „That I would be Good“.

### 2002–2003: Under Rug Swept
V únoru roku 2002 vydala již své páté album Under Rug Swept. Poprvé v životě se ujala sama role vokalistky, skladatelky i producentky svého alba. Většinu doprovodů hrála její skupina zahrnující Joel Shearer, Nick Lashley, Chris Chaney a Gary Novak. Krátce po natočení desky si však najala úplně jinou hudební skupinu představující Jason Orme, Zac Rae, David Levita a Blair Sinta, kteří s ní zůstali až dosud.
Desky Under Rug Swept se prodalo na miliony kusů v čele se singlem „Hands Clean“, který se umístil na 1. pozici v Canadian Singles Chart. Za tuto desku získala Morissette cenu producent roku. Neméně známým se stal také singl „Precious Illusions“.
V roce 2002 vydala balíček Feast on Scraps, který obsahoval DVD z živého koncertu, komentáře ze zákulisí, CD Under Rug Swept s nově natočenou písní „Simple Together“. V témže roce si Alanis zahrála i na Broadwayi.

### 2004: So Called Chaos
V květnu 2004 vydala své šesté album So-Called Chaos. Všechny písně sepsala sama a album koprodukovala se svým starým známým Timem Thorney a Johnem Shanksem. Rockové album se stalo v USA nejméně prodávaným a utržilo smíšené kritiky. Protože první věta vedoucího singlu „Everything“ obsahovala slovo asshole (debil), americké rádio ji odmítlo hrát a proto musela toto slovo zaměnit na nightmare. I tak ale singl zaznamenal značný úspěch a dostal se mezi nejlepší čtyřicítku. Další singly „Out is Through“ a „Eight Easy Steps“ měly horší komerční úspěch než „Everything“.
V roce 2004 poskytla rozhovor pro časopis The Mirror, kde se zmínila o svých zkušenostech s drogami, závislosti na jídle a pití a svých partnerech. Připustila svou náklonnost k herci Ryanu Reynoldsovi.

### 2005: Jagged Little pill Acoustic a The Collection
Na oslavu 10. výročí vydání alba Jagged Little Pill vydala jeho novou akustickou verzi. Prodalo se ho kolem 300 tisíc kopií. K albu přidala video „Hand in My Pocket“.
Největší hitovým albem se stalo až The Collection v roce 2005. Hlavními singly byly nové písně „Seals“ a „Crazy“. Limitovaná edice obsahovala i DVD s dokumenty a videi o dvou nikdy nevydaných písních.
Píseň „Wunderkind“ ze soundtracku k filmu Letopisy Narnie věnovala (Lev, Čaroděj a kouzelná skříň).

### 2006–2007
V roce 2006 účinkovala v mnoha show a poskytla mnoho rozhovorů, hlavně časopisu Rolling Stone, který uvedl, že se chystá vydat nové album. V roce 2007 se rozešla se svým přítelem Reynoldsem a 1. dubna vydala parodii na The Black Eyed Peas „My Humps“. Hovořilo se o tom, že to byl pravděpodobně aprílový žertík. Zpěvačka z The Black Eyed Peas Fergie jí za to poslala dort ve tvaru „zadní části těla“. Video se dostalo do TOP 40 nejsledovanějších klipů na YouTube.
Zazpívala si také kanadskou a americkou státní hymnu na finále Stanley Cupu.

### 2007: Flavors of Entanglement
Dne 24. dubna vystoupila v Hotel Café v Los Angeles. Oznámila, že společně s producentem Guyem Sigsworthem skládali v posledních měsících písně. Za doprovodu Sigswortha novou skladbu „Not as We“.
Dne 14. září prohlásil Sigsworth v interview, že společně napsali 25 písní a z toho jich 13 vybrali pro novou desku. Další známou písní, která by se na nové desce měla objevit, je „Underneath“. Natočila také ještě nepojmenované video, na kterém je zachyceno plavání. Nové album vyšlo 2. června 2008 a obsahuje 11 písní.
25. prosince 2010 se jí narodil syn Ever a 23. června 2016 dcera, Onyx Solace.

## Diskografie

### Alba

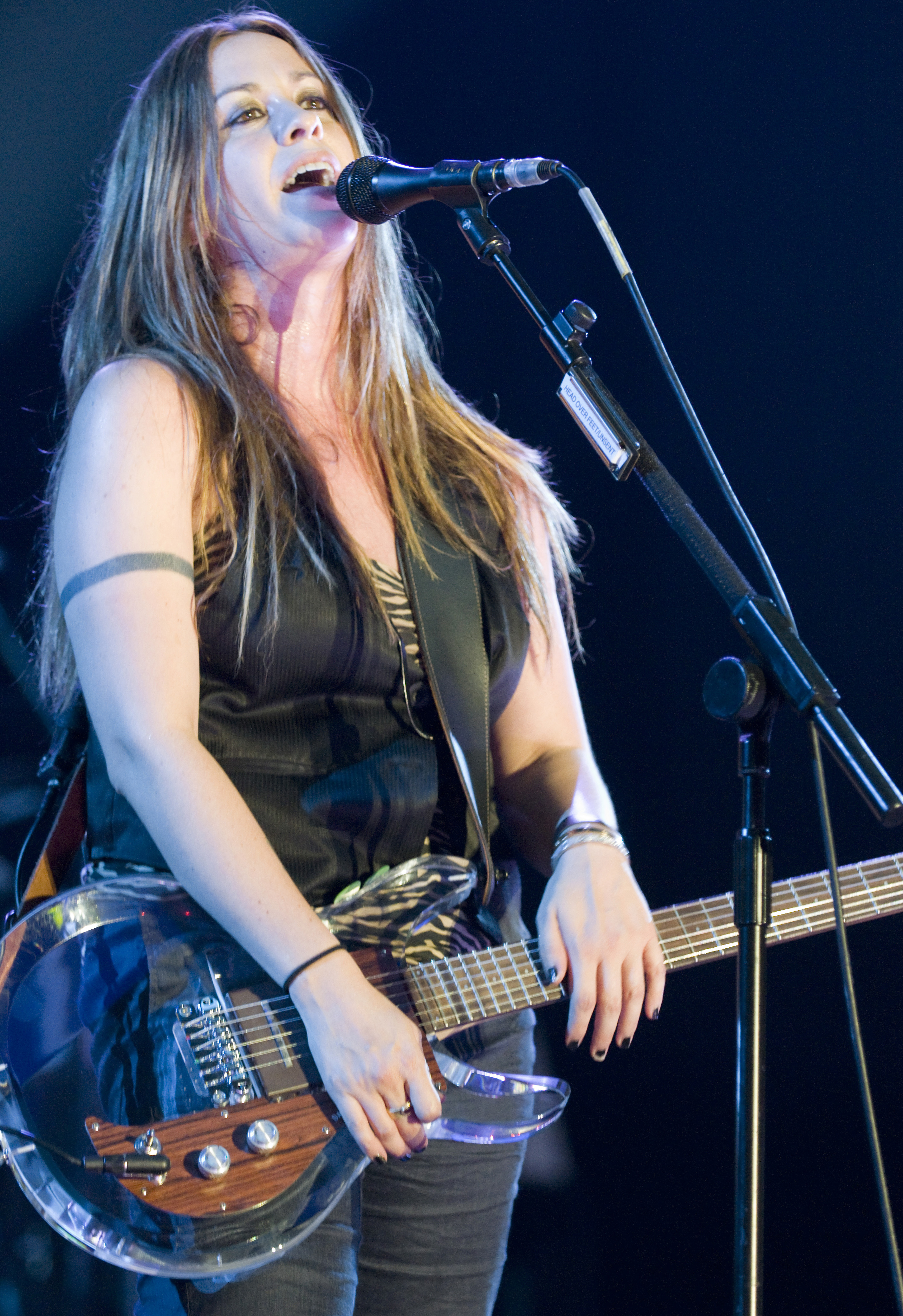
Alanis Morissette v Barceloně, 2008

- 1991 – Alanis (vydané pouze v Kanadě)
- 1992 – Now is the Time (vydané pouze v Kanadě)
- 1995 – Jagged Little Pill
- 1998 – Supposed Former Infatuation Junkie
- 1999 – Alanis Unplugged
- 2002 – Under Rug Swept
- 2002 – Feast on Scraps
- 2004 – So-Called Chaos
- 2005 – Jagged Little Pill Acoustic
- 2005 – The Collection
- 2008 – Flavors of Entanglement
- 2012 – Havoc and Bright Lights
- 2020 – Such Pretty Forks in the Road

### EP
- 1995 – Space Cakes (vyšlo pouze v Japonsku)